# Estadio 9 de Mayo
Estadio 9 de Mayo is een stadion, gelegen in Machala, Ecuador. Het wordt voornamelijk gebruikt voor voetbalwedstrijden en is de thuisbasis van Club Deportivo Atlético Audaz, Club Social y Deportivo Audaz Octubrino en Fuerza Amarilla Sporting Club. Het stadion werd in gebruik genomen op 9 mei 1939 en is vernoemd naar de datum waarop in 1895 de Batalla de las Carretas bij Machala werd uitgevochten.
Tijdens de Copa América 1993 werd het stadion gebruikt. In 2001 werd het stadion gerenoveerd en werden er enkele wedstrijden van het Zuid-Amerikaanse kampioenschap onder 20 gespeeld. Het stadion heeft een capaciteit van 16.500 personen.